# Club Social Deportivo León de Huánuco
Maillots
Dernière mise à jour : 14 juin 2023.
Le Club Social Deportivo León de Huánuco est un club péruvien de football basé à Huánuco.

## Histoire
Fondé le 29 juin 1946, le club débute en championnat du Pérou en 1972 et s'y maintient jusqu'en 1979 lorsqu'il est relégué pour la première fois. Il retrouve l'élite dès 1981 grâce à sa victoire en Copa Perú l'année précédente, mais redescend une deuxième fois à la fin de la saison 1983. Le León de Huánuco profite d'une restructuration du championnat en 1984 pour y participer à nouveau en 1985 et reste en D1 pendant dix ans (à l'exception de la saison 1987).
En 2009, il s'octroie son deuxième titre en Copa Perú et retrouve le championnat en 2010. Lors de cette saison, il atteint son meilleur résultat en 1re division, puisqu'il devient vice-champion du Pérou (derrière l'Universidad San Martín de Porres), performance qui lui permet de se qualifier à la Copa Libertadores 2011. La saison suivante, il parvient à retrouver une compétition internationale, en l'occurrence la Copa Sudamericana 2012.
Malgré une deuxième participation en Copa Sudamericana, l'année 2015 s'avère catastrophique puisque le club termine bon dernier du championnat. Relégué en 2e division, le León de Huánuco refuse d'y jouer en raison d'une plainte déposée auprès du Tribunal Arbitral du Sport qui le maintient éloigné des terrains de jeu durant toute l'année civile 2016. Depuis 2017, il évolue en Copa Perú.

## Résultats sportifs

### Palmarès
| Compétitions nationales                                                                                            | Compétitions régionales |
| - Championnat du Pérou : - Vice-champion : 2010. - Copa Perú (2) : - Vainqueur : 1980 et 2009. - Finaliste : 1972. | - Championnat du Centre (1) : - Vainqueur : 1991-II. - Ligue de la région de Huánuco (12) : - Vainqueur : 1966, 1967, 1968, 1969, 1970, 1971, 2000, 2001, 2002, 2003, 2006 et 2007. |

### Bilan et records
- Saisons au sein du championnat du Pérou : 27 (1972-1979 / 1981-1983 / 1985-1986 / 1988-1995 / 2010-2015).
- Saisons au sein du championnat du Pérou D2 : 0.
- Participations en compétitions internationales : 3.
  - Copa Libertadores : 1 participation en 2011.
  - Copa Sudamericana : 2 participations en 2012 et 2015.
- Plus large victoire obtenue en compétition officielle : 
  - León de Huánuco 10:1 Unión Bambamarca (Copa Perú 2009)[6].
- Plus large défaite concédée en compétition officielle : 
  - Coronel Bolognesi 9:0 León de Huánuco (Copa Perú 2000).

## Structures du club

### Stade Heraclio Tapia
Le León de Huánuco dispute ses matchs à domicile au sein du stade Heraclio Tapia. Propriété de la ville de Huánuco, il dispose d'une capacité de 25 000 places depuis sa rénovation en 2012. L'Alianza Universidad l'utilise également comme enceinte principale.

## Personnalités historiques du León de Huánuco

### Joueurs

#### Anciens joueurs
| - Manuel Corrales - Johan Fano - Juan Flores - Raúl Gorriti - Haruki Kanashiro (es) - Reimond Manco | - Julio Meléndez - Harrison Otálvaro - Luis Alberto Perea (es) - Anderson Santamaría - Freddy Ternero |

### Entraîneurs

#### Entraîneurs marquants
- Jorge Cárdenas Argandoña, finaliste de la Copa Perú en 1972[7].
- Julio Gómez, vainqueur de la Copa Perú en 1980[8].
- Oswaldo Araujo /  Miguel Seminario /  Leonardo Rojas, trinôme vainqueur de la Copa Perú en 2009[9].
- Franco Navarro, vice-champion du Pérou en 2010[2].

#### Liste des entraîneurs
| - Eugenio Pastrana Chamorro (??-1967) - Carlos Alberto Viera (1967-??) - Rodolfo Arredondo (1972) - Jorge Cárdenas Argandoña (1972) - César Cubilla (1972) - Carlos Chávez Huapaya (1973-1974) - Sabino Bártoli (1975) - Mario Gonzales Benites (1976) - Carlos Chávez Huapaya (1977) - Julio Meléndez (entraîneur-joueur) (1978-1979) - José Pérez Figueiras (1979) - Julio Gómez (1980) - José Fernández Santini (1981) - Fernando Cuéllar (entraîneur-joueur) (1981) - José Chacaltana (1983) - Fernando Cuéllar (1983-1984) - Diego Agurto (1991-1992) - Walter Chinchay (1992) - Roberto Chale (1992) - Carlos Jurado (1993) - Ronald Amoretti (1994) - Ramón Quiroga (1994) | - César Chacón (1995) - Luis Grecco (1995) - César Chacón (1995) - Luis Manuel Rodríguez (1995) - Gualberto Martínez (1995) - Horacio Baldessari (1996) - Juan Carlos Murúa (1996) - Miguel Ángel Guzmán (1997) - César Chacón (1997) - Ángel Barrios (1998) - César Chacón (1999) - Manuel Rodríguez (2000) - Tito Chumpitaz (2001) - César Ponce (2002) - Moisés Barack (2003) - Rufino Bernales (2006) - José Murúa (2007) - Carlos Dávila (2008) - Julio García (2008) - Mifflin Bermúdez (2009) - Jorge Machuca (2009) - Oswaldo Araujo / Miguel Seminario / Leonardo Rojas (2009) - Franco Navarro (2010–2011) - Aníbal Ruiz (2012) - José Pereda (intérim) (2012) - Jean Ferrari (2012) - Teddy Cardama (2012) - Édgar Ospina (2013) - José Soto (2013) - César Chacón (2013) - Wilmar Valencia (2014) - César Chacón (2014) - Rolando Chilavert (2014–2015) | - Carlos Cumapa (2015) - Carlos Ramacciotti (2015) - Fredy García Loayza (2015) - Oswaldo Araujo (2017) - Juan Chumpitaz (2017) - Mifflin Bermúdez (2018) - Roberto Tristán (2018) - Jorge Arteaga (2018) - Teddy Cardama (2018) - José Humberto Pari Cahuana (2019) - Giovanni Figueroa (2019) - Juan Duran Gamarra (2019) - Carlos Cortijo (2020) - Nicolás Chietino (2021) - Roberto Tristán (2021) - Andy Flores (2022) - Pedro Sandoval (2023) - Carlos Cortijo (2023) |

## Culture populaire

### Rivalités
Le León de Huánuco entretient une rivalité locale avec l'Alianza Universidad. Les deux clubs étant issus de la même ville (Huánuco), ce derby reçoit le nom de Clásico Huanuqueño.